# Grąziowa

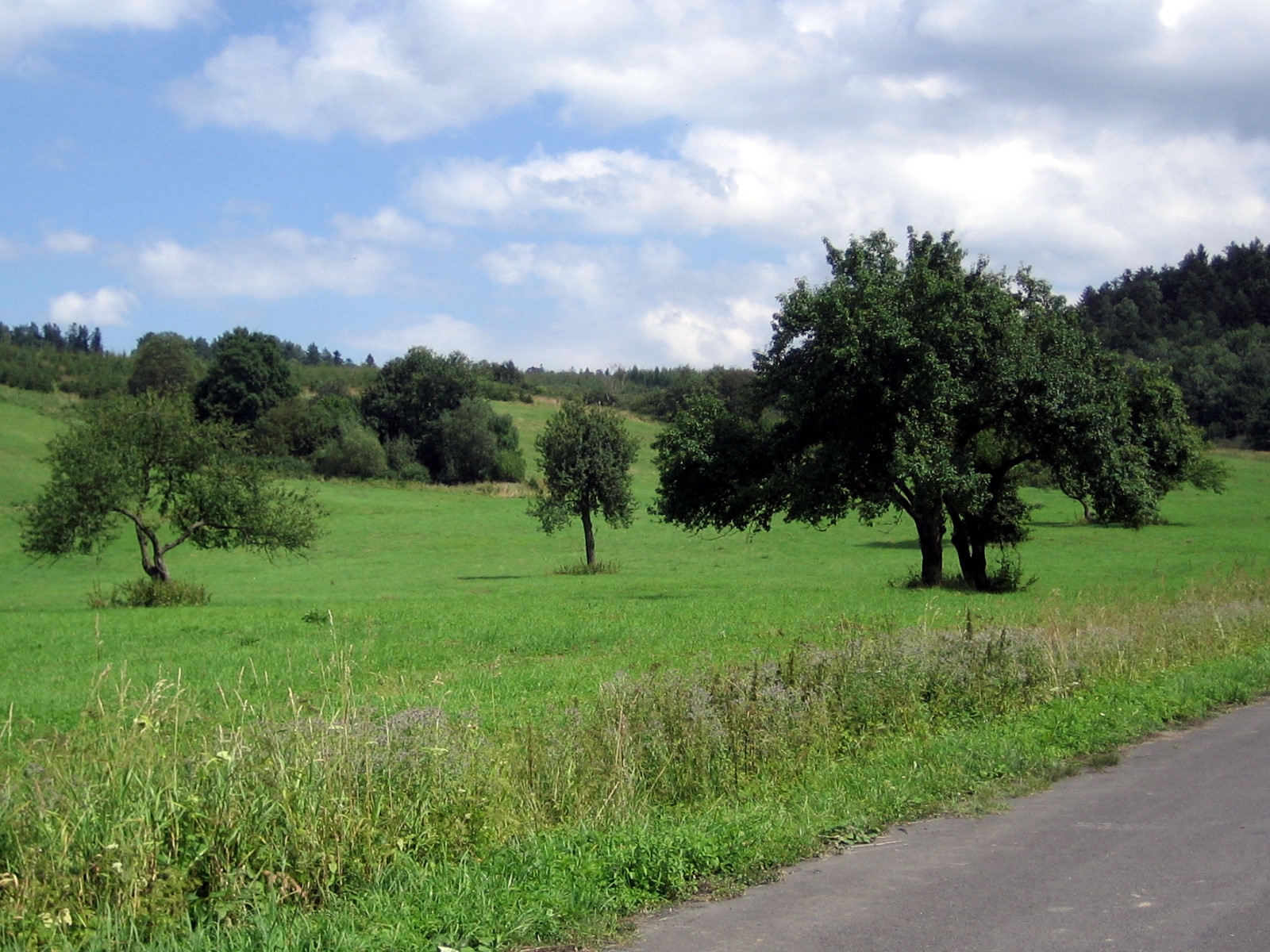
Zdziczałe sady w Grąziowej

Grąziowa – osada leśna w województwie podkarpackim, w powiecie bieszczadzkim, w gminie Ustrzyki Dolne. Leży nad Wiarem na terenie Pogórza Przemyskiego.

## Historia
Wieś powstała w wyniku akcji kolonizacyjnej Rybotyckich, pierwsza wzmianka pisana pochodzi z 1469 r. Parafia obrządku wschodniego istniała już w 1510 r. Przez kolejne stulecia wchodziła w skład klucza rybotyckiego i wraz z nim zmieniała właścicieli. W 1921 r. było tu 210 domów i 1155 mieszkańców (890 gr-kat., 190 rz-kat., 75 mojż.). Ludność ukraińską wywieziono w 1946 r. do ZSRR i w 1947 na Ziemie Odzyskane.
W 1959 r. osiedlono tu emigrantów z Grecji. W latach 70. XX w. po raz kolejny wysiedlono mieszkańców, tereny te weszły w skład Ośrodka Wypoczynkowego Urzędu Rady Ministrów w Arłamowie. Sądząc po pozostałych, zdewastowanych budynkach, prowadzono tu pomocnicze gospodarstwo hodowlane. Po dawnych mieszkańcach pozostały zdziczałe sady.
Do 1968 r. stała tu drewniana cerkiew pw. Narodzenia NMP z 1731 r. Wyposażenie zostało po 1947 r. zniszczone bądź rozgrabione. Zachowała się polichromia autorstwa Stefana Paszeckiego z 1735 r. W 1968 r. przeniesiono cerkiew do skansenu w Sanoku. Wewnątrz umieszczono ikonostas z cerkwi w Poździaczu.

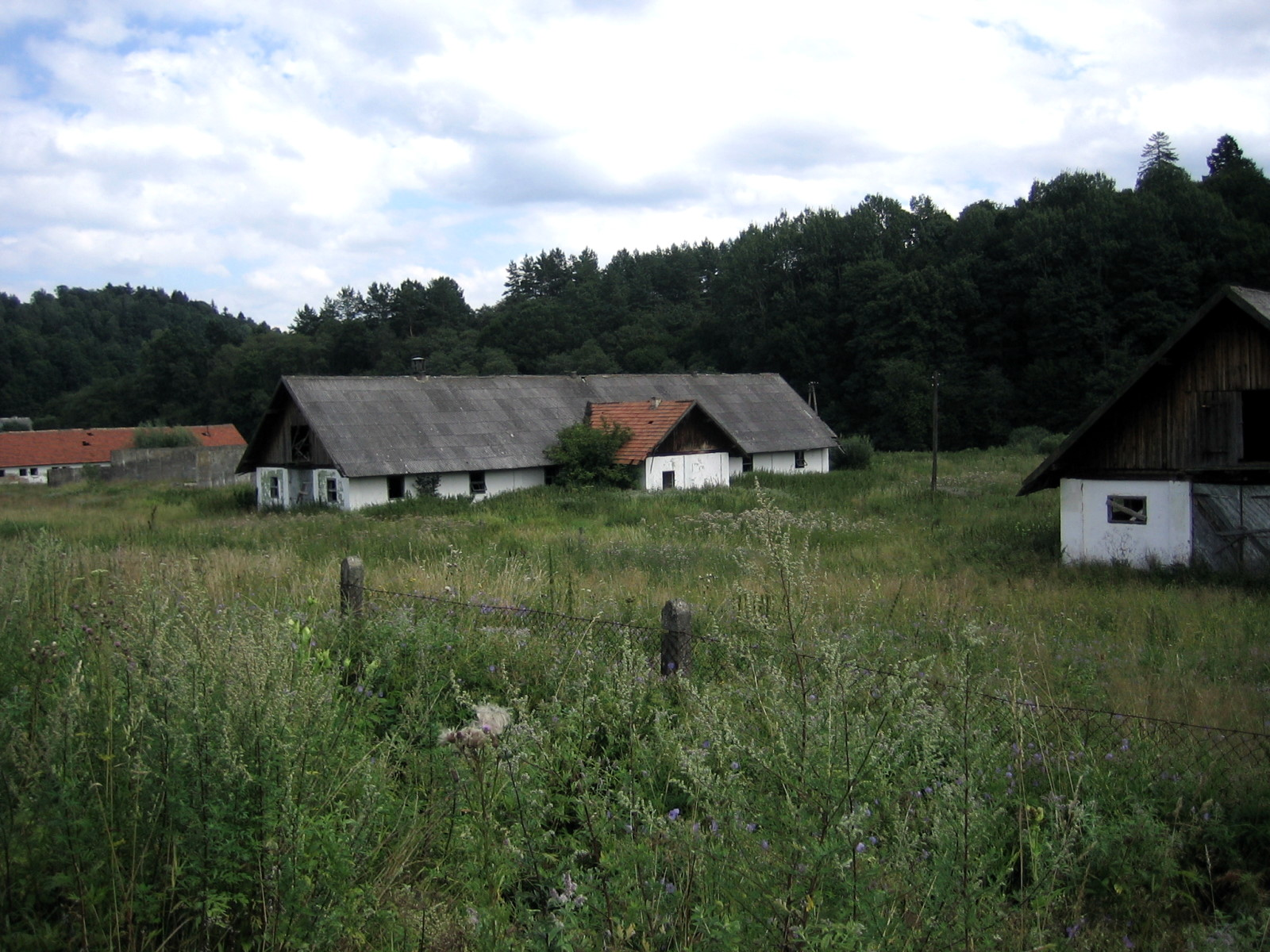
Grąziowa – PGR z lat 70. XX w.
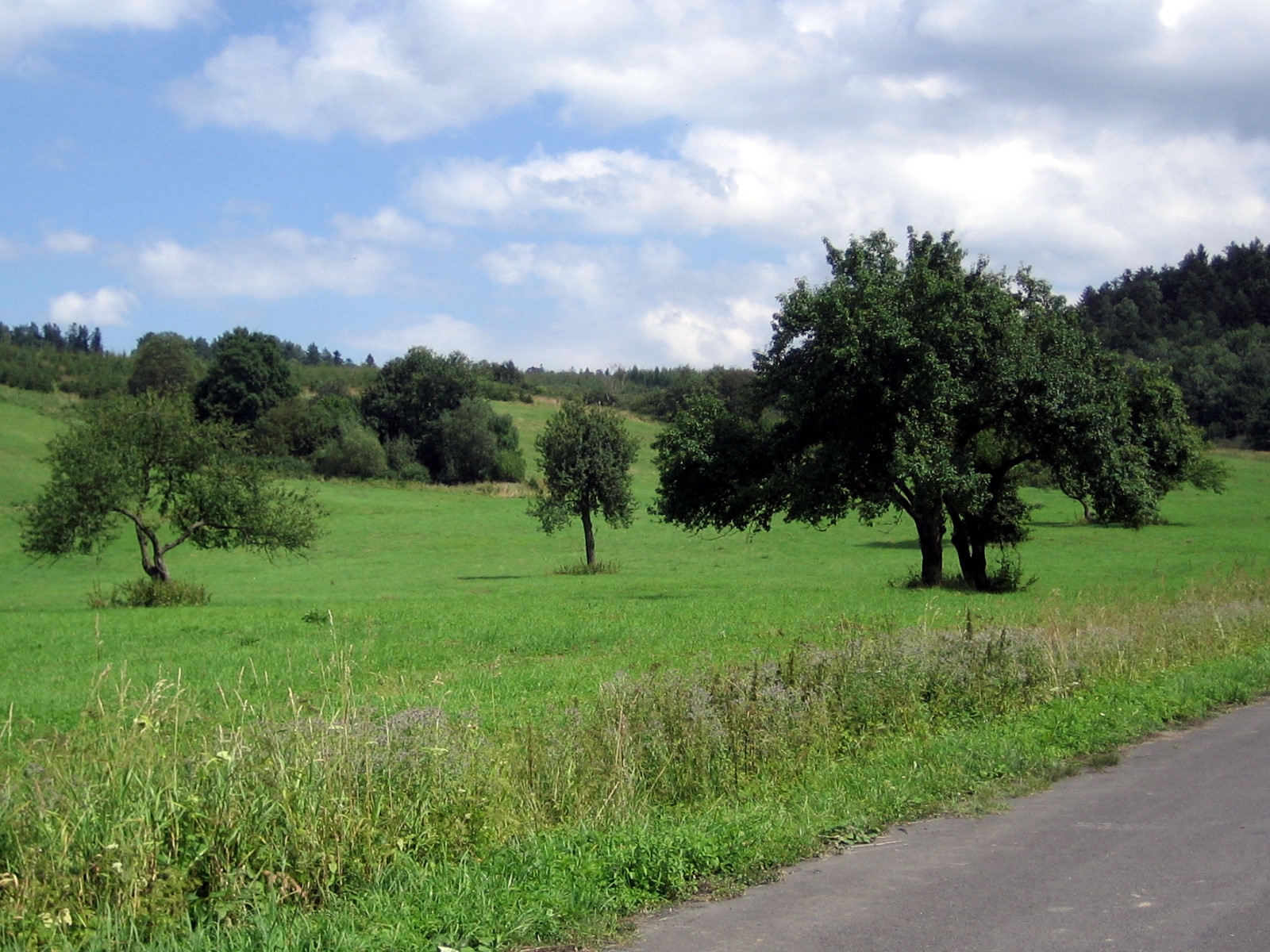
Zdziczałe sady w Grąziowej
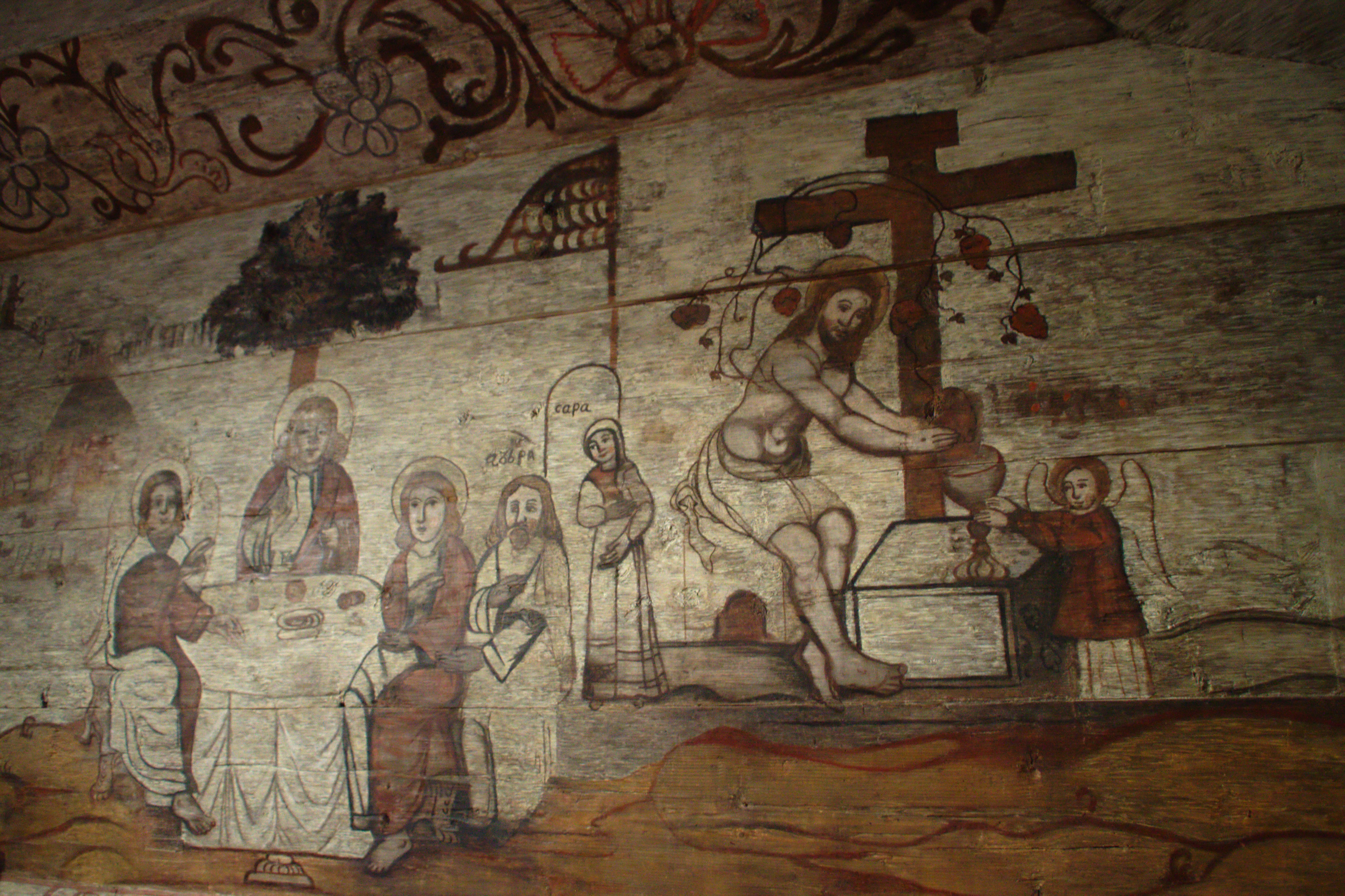
Polichromia w cerkwi

W latach 1975–1998 miejscowość administracyjnie należała do województwa krośnieńskiego.
W roku 1879, Grąziowa to "wieś w powiecie dobromilskim, 18 km na zachód od Dobromila, 11 km na południowy wschód od stacji pocztowej w Birczy, w dolinie Wiaru, objętej od wschodu lesistym pasmem górskim, którego szczyt najwyższy wznosi się do 571 m, od zachodu zaś Wielkim Lasem, ze szczytem 488 m. wysokim. Domów 128, mieszkańców 775. Własność większa obejmuje roli ornej 771 mórg, łąk i ogrodów 75, pastwisk 97, lasu 641; własności mniejszej roli ornej 948, łąk i ogrodów 75, pastwisk 127, lasu 200 mórg. Parafia rzymskokatolicka w Nowosielcach Kozickich, greckokatolicka w miejscu. We wsi tartak wodny."
Właścicielem dóbr w Grąziowej był Stanisław Dydyński (zm. 1927).
22 marca 1945 oddział UPA zamordował w nocy siedmiu Polaków. Ofiarami napadu byli: Franciszek Kania, Antoni Kania, Michał Kielar, Mikołaj Kielar, Piotr Kijanka, Stanisław Kucharski i Jan Stelmach.